# Euregio
Een Euregio is een grensoverschrijdend samenwerkingsverband van gebieden die liggen in Europa. Door heel Europa bevinden zich dergelijke Euregio's.

## Euregio's Nederland
in Nederland kennen we de volgende euregio's:
- Grensregio Vlaanderen-Nederland (België-Nederland). (Hierin is opgegaan de Euregio Benelux Middengebied.)
- Euregio Scheldemond (België-Nederland).
- Belgisch-Nederlands Grensoverleg (België-Nederland), aangeduid als Benego.
- Euregio Maas-Rijn (België-Duitsland-Nederland).
- Euregio Eems-Dollard (Duitsland-Nederland), aangeduid als Eems Dollard Regio.
- Euregio Gronau-Enschede (Duitsland-Nederland), aangeduid als EUREGIO, opgericht in 1958.
- Euregio Rijn-Maas Noord (Duitsland-Nederland).
- Euregio Rijn-Waal (Duitsland-Nederland).